# 160-Meter-Band
Als 160-Meter-Band bezeichnet man den Frequenzbereich von 1800 bis 2000 kHz. Er liegt im Mittelwellenspektrum. Der Name leitet sich von der Wellenlänge dieses Frequenzbereiches ab.

## Ausbreitungsbedingungen
Nach Sonnenuntergang sind Reichweiten von mehreren tausend Kilometern möglich, da die D-Schicht der Ionosphäre vollständig verschwunden ist und nun eine Reflexion im unteren Bereich der F-Schicht stattfindet. Die nahe der Erdoberfläche gelegene D-Schicht dämpft die Raumwellen am Tage, wodurch geringere Reichweiten erzielt werden.

## 160-Meter-Amateurband
Das Band wird, obwohl es eigentlich Teil der Mittelwelle ist, im Sprachgebrauch des Amateurfunks verbreitet den Kurzwellenbändern zugeschlagen.

### Bandplan
Der Amateurfunk-Bandplan sieht wie folgt aus:
| Frequenzbereich | max. Bandbreite | Nutzung                                    |
| --------------- | --------------- | ------------------------------------------ |
| 1810–1838 kHz   | 0200 Hz         | CW, Aktivitätszentrum QRP 1836 kHz         |
| 1838–1840 kHz   | 0500 Hz         | Schmalband                                 |
| 1840–1843 kHz   | 2700 Hz         | alle Betriebsarten, Digimode, FT8 1840 kHz |
| 1843–2000 kHz   | 2700 Hz         | alle Betriebsarten                         |

### Deutschland

#### Historisches
Durch die Ende 2017 veröffentlichte Mitteilung Nr. 694/2017 der Bundesnetzagentur war der Contestbetrieb in den Bereichen 1850–1890 kHz und 1890–2000 kHz an Wochenenden geduldet. Diese Regelung galt bis zum 30. Juni 2019. Durch die im August 2019 veröffentlichte Mitteilung Nr. 535/2019 wurde neben dem Contestbetrieb in den vorgenannten Bereichen an Wochenenden zudem eine maximale Sendeleistung in diesen Bereichen für Amateurfunkbetrieb an Wochenenden von 750 W PEP für Inhaber der Zulassung zur Teilnahme am Amateurfunkdienst Klasse A und 100 W PEP für Inhaber der Klasse E gestattet. Dies entspricht den maximal zulässigen Sendeleistungen der jeweiligen Klassen für den Amateurfunkdienst in Deutschland. Die Regelungen gemäß der Mitteilung Nr. 535/2019 waren bis zum 31. Dezember 2020 befristet.